# Метростанция „Академик Александър Теодоров - Балан“
Метростанция „Академик Александър Теодоров-Балан“ е станция от линия М1 на Софийското метро, въведена в експлоатация на 8 май 2015 г.

## Местоположение
Метростанция „Академик Александър Теодоров-Балан“ е разположена западно от бул. „Александър Малинов“. Започва от кръстовището на булеварда с ул. „Д-р Атанас Москов" и завършва зад хипермаркет ХИТ. Има общо 6 вход/изхода.
| № | Име на вход/изход                   | Достъпност |
| - | ----------------------------------- | ---------- |
| 1 | ул. Акад. Александър Теодоров-Балан | асансьор   |
| 2 | ж.к. Младост 1                      | асансьор   |
| 3 | ул. Д-р Атанас Москов               | асансьор   |
| 4 | бул. Александър Малинов             | асансьор   |
| 5 | ж.к. Младост 2                      | ескалатор  |
| 6 | ж.к. Младост 3                      | ескалатор  |

## Архитектурно оформление
Архитект на станцията е Ирен Дерлипанска. Интериорната идея за метростанцията е да изобрази с похватите на монументалното изкуство знаковия символ на комплекс Младост. Вдъхновението идва от живописната обемно-пространствена градска среда, създадена от хората и напластена с различни силуети и стилове. Цялостният интериор на перона на метростанцията е живописен образ на жилищния комплекс – картинен израз на града като композиция от обеми, цветове и структури, продукти на човешката творческа същност.

## Връзки с градския транспорт

### Автобусни линии
Метростанция „Академик Александър Теодоров-Балан“ се обслужва от 7 автобусни линии от дневния градски транспорт и 1 линия от нощния транспорт:
- Автобусни линии от дневния транспорт: 4, 76, 111, 305, 413, X9, X10
- Автобусни линии от нощния транспорт: N1